# Olvea
 (août 2018).
Si vous disposez d'ouvrages ou d'articles de référence ou si vous connaissez des sites web de qualité traitant du thème abordé ici, merci de compléter l'article en donnant les références utiles à sa vérifiabilité et en les liant à la section « Notes et références ».
Le groupe Olvea, groupe familial implanté en France à Saint-Léonard (76) est une société française qui produit, raffine et commercialise des huiles pour les industries cosmétique, pharmaceutique et agroalimentaire.

## Historique
En 1929, Charles Daudruy rachète la Raffinerie d’Huiles Fécampoise, qu’il renomme alors SIRH (Société d’Importation et de Raffinage d’Huiles), et à laquelle il apporte le fonds de commerce de Laboratoire Soetenaey. L’entreprise s’est développée avec la pêche fécampoise à la morue au large de Terre-Neuve et du Groenland. SIRH s’approvisionne essentiellement en huile de foie de morue auprès des bateaux « Terre Neuvas » qui revenaient à Fécamp pour débarquer la morue salée. Ces huiles sont alors revendues pour l’alimentation humaine et animale. Pierre Daudruy, fils de Charles Daudruy, arrive dans la société en 1939.
Après la seconde guerre mondiale, Pierre Daudruy, devenu PDG en 1955, élargit les activités dans le domaine des huiles de poisson. SIRH se spécialise dans la filtration à froid des huiles de poisson et des huiles animales, procédé appelé « wintérisation ». Dans les années 1970, avec l'arrivée dans l'entreprise de Marc Daudruy, un département « huiles végétales » à usage cosmétique, pharmaceutique et alimentaire a été créé et a apporté une forte croissance à l’entreprise. Marc Daudruy deviens PDG de SIRH en 1976.
En 1998, SIRH fait l’acquisition d’un fabricant français d’huiles végétales, la société SICTIA (Société Industrielle et Commerciale pour le Traitement Intégral de l’Amande), fondée en 1925 à Marseille, ainsi que de la société Garbit Huileries. SIRH décide alors de partager ses activités en deux pôles : 
- Laboratoire Soetenaey et Sictia pour les huiles végétales destinées aux industries cosmétique, pharmaceutique, nutraceutique et agroalimentaire.
- Winterisation Europe (créée en 2000) pour les huiles de poisson destinées à l’alimentation animale et l’industrie pharmaceutique, ainsi que les huiles de lard pour l’industrie des cuirs et le domaine des lubrifiants (travail des métaux).

En 2003, le groupe a construit une usine à Agadir. En 2005, Arnauld Daudruy, qui occupait des fonctions commerciales depuis 1998, prend la direction du groupe, qui se spécialise alors dans la commercialisation d’huiles de poisson riches en Oméga 3. En 2007, le Groupe SIRH décide de fusionner les activités de Laboratoire Soetenaey et Sictia en créant la société OLVEA, spécialisée dans les huiles végétales. En 2010, le Groupe SIRH et ses filiales déménagent à Saint Léonard.
En 2013, le Groupe décide d’unir ses sociétés et son fonds de mécénat autour d’une même identité : OLVEA. Cette même année, deux nouvelles filiales voient le jour : OLVEA Netherlands, unité de trading d’huiles végétales, et OLVEA Ghana, unité de sourcing d’huiles végétales et de poisson. En 2014, une filiale est créée aux USA. Le Groupe OLVEA réalise aujourd'hui un chiffre d’affaires de 68 millions d’euros, dont plus de 70 % à l’export (dans 91 pays). 